# ×Chrinephrium
×Chrinephrium, hibridni rod papratnjača iz porodice Thelypteridaceae, dio reda osladolike. Postoje tri notovrste, dvije iz Azije i jedna iz Obale Slonovače
Rod je opisan 1992. revizijom porodice Thelypteridaceae.

## Notovrste
1. ×Chrinephrium ×gogoii (Fraser-Jenk.) Mazumdar
2. ×Chrinephrium ×thwaitesii (Hook.) comb.ined.
3. ×Chrinephrium ×varievenulosum (Viane) comb.ined.